# Избори за предсједника Републике Српске 2002.
Избори за предсједника Републике Српске 2002. одржани су 5. октобра као дио општих избора у БиХ. За предсједника је изабран Драган Чавић, а за потпредсједнике Адил Османовић и Иван Томљеновић. Број важећих гласова био је 510.263 (94,74%), а неважећих 28.315 (5,26%). Од укупног броја важећих гласова, на редовним бирачким мјестима било их је 450.185 (88,23%), поштом 22.528 (4,41%), у одсуству 36.005 (7,06%), те на потврђеним гласачким листићима 1.545 (0,30%).
На овим изборима по први пут су се бирала три кандидата, по један из реда сваког од конститутивних народа. Предсједник је постао онај који је имао највише гласова, а преостала два кандидата, која су добила највећи број гласова у поређењу са другим кандидатима из реда свог народа, изабрана су за потпредсједнике. Предвиђено трајање мандата новоизабраног предсједника и потпредсједника продужено је са двије на четири године.

## Резултати
| Кандидат               | Политички субјекат                        | Број гласова | %    | Изабран / Није изабран |
| ---------------------- | ----------------------------------------- | ------------ | ---- | ---------------------- |
| Драган Чавић           | Српска демократска странка                | 183.121      | 35,9 | Предсједник            |
| Милан Јелић            | Савез независних социјалдемократа         | 112.612      | 22,1 | није изабран           |
| Драган Микеревић       | Партија демократског прогреса             | 39.978       | 7,8  | није изабран           |
| Адил Османовић         | Странка демократске акције                | 34.129       | 6,7  | Потпредсједник         |
| Драган Костић          | Демократски народни савез                 | 31.401       | 6,2  | није изабран           |
| Петар Ђокић            | Социјалистичка партија                    | 27.137       | 5,3  | није изабран           |
| Радислав Кањерић       | Српска радикална странка РС               | 19.187       | 3,8  | није изабран           |
| Мирсад Ђапо            | Социјалдемократска партија БиХ            | 16.176       | 3,2  | није изабран           |
| Смаил Ибрахимпашић     | Странка за БиХ                            | 14.252       | 2,8  | није изабран           |
| Бранислав Лолић        | Српски народни савез РС                   | 4.689        | 1,0  | није изабран           |
| Иван Томљеновић        | Социјалдемократска партија БиХ            | 4.027        | 0,8  | Потпредсједник         |
| Жељко Матић            | Коалиција ХДЗ — Демохришћани — ХНЗ — ХКДУ | 3,792        | 0,7  | није изабран           |
| Мирослав Цабо          | Савез народног препорода                  |              |      | није изабран           |
| Атиф Гредељ            | Радничка партија БиХ                      |              |      | није изабран           |
| Радмило Кондић         | Партија социјалдемократског центра        |              |      | није изабран           |
| Ибран Мустафић         | Конзервативно радикална партија           |              |      | није изабран           |
| Мухарем Инсанић        | Грађанска демократска странка БиХ         |              |      | није изабран           |
| Ђурађ Давидовић        | Народна партија социјалиста               |              |      | није изабран           |
| Изет Накичевић         | Босанскохерцеговачка патриотска странка   |              |      | није изабран           |
| Абдулах Ахмић          | Босанско подрињска народна странка        |              |      | није изабран           |
| Фатима Карарић         | Демократска народна заједница БиХ         |              |      | није изабран           |
| Слободан Цвијетић      | Независни кандидат                        |              |      | није изабран           |
| Весна Јовић-Вукадин    | Народна партија социјалиста               |              |      | није изабран           |
| Миро Млађеновић        | Републикански савез РС                    |              |      | није изабран           |
| Укупно важећих гласова | Укупно важећих гласова                    | 510.263      | 100  | -                      |
| Неважећи гласови       | Неважећи гласови                          | 28.315       | -    | -                      |
| Извор: ЦИК             |                                           |              |      |                        |